# SN 1985D
SN 1985D – supernowa odkryta 16 lutego 1985 roku w galaktyce E264-G32. W momencie odkrycia miała maksymalną jasność 18,20m.